# João Luís Lafetá
João Luiz Machado Lafetá (Montes Claros, 12 de março de 1946 – São Paulo, 19 de janeiro de 1996) foi um professor de Teoria Literária e Literatura Comparada da Faculdade de Filosofia, Letras e Ciências Humanas da Universidade de São Paulo. É um dos principais estudiosos da obra crítica e poética de Mário de Andrade. Escreveu ainda diversos estudos sobre literatura brasileira, entre os quais destacam-se os ensaios sobre a poesia de Ferreira Gullar, sobre os romances de Graciliano Ramos e sobre os contos de Rubem Fonseca.

## Formação
Nascido no interior de Minas Gerais, em uma das famílias mais antigas de Montes Claros, sendo parente dos poetas João Chaves e Agenor Fernandes Barbosa, que participou da Semana de Arte de 1922.
Tendo concluído os estudos primário e secundário em Montes Claros e em Belo Horizonte, mudou-se para Brasília em 1965, graduando-se em Letras pela Universidade de Brasília em 1968. Em São Paulo a partir de 1969, ingressou na pós-graduação em Teoria Literária e Literatura Comparada na USP, onde foi aluno de Antonio Candido, Paulo Emílio Salles Gomes, Ruy Coelho e Gilda de Mello e Souza. Sob orientação de Antonio Candido, concluiu o mestrado em 1973, com dissertação sobre a crítica e o Modernismo, e obteve o título de doutor em 1980, com tese sobre a lírica de Mário de Andrade.

## Atuação profissional
Após breve passagem pelo jornalismo (na sucursal de Brasília do Diário de São Paulo), foi monitor do curso Oficina Literária, ministrado pelo escritor Cyro dos Anjos, na UnB (1967-1968). Lecionou na USP como instrutor voluntário, sem vínculo empregatício e sem remuneração, junto à disciplina Introdução aos Estudos Literários (1971-1973). Escreveu, entre 1975 e 1977, diversos artigos para o jornal Movimento, um dos órgãos alternativos de resistência à ditadura militar.
Foi professor de Teoria Literária na UNICAMP (1975-1979) e professor de Teoria Literária e Literatura Comparada na USP (1978-1996). Foi também professor visitante de Literatura Brasileira no Lateinamerika, Instituto da Universidade Livre de Berlim (1990-1991).

## Livros
- 1930: A Crítica e o Modernismo. São Paulo, Duas Cidades, 1974. (2ª ed., com Prefácio de Antonio Candido. São Paulo, Duas Cidades / Ed. 34, 2000.)
- Literatura Comentada: Mário de Andrade. Seleção, notas, estudo biográfico, histórico e crítico. São Paulo, Abril Cultural, 1982.
- Figuração da Intimidade: Imagens na Poesia de Mário de Andrade. São Paulo, Martins Fontes, 1986.
- Os Melhores Contos de Autran Dourado. Seleção e introdução. São Paulo, Global, 1997.
- A Dimensão da Noite e outros ensaios. Org. Antonio Arnoni Prado. Prefácio de Antonio Candido. São Paulo, Duas Cidades / Ed. 34, 2004.

## Depoimentos sobre Lafetá
“João Luiz Lafetá era discreto, mas participante, reservado e cordial, cumpridor estrito do dever, capaz de concentrar-se a fundo nas tarefas, procurando sempre produzir o melhor. Como professor, era incomparável, desde a presença serena e magnética até a voz admiravelmente impostada, que lhe permitia falar em tom normal e ser ouvido no fundo dos anfiteatros; sem contar o essencial, isto é, a capacidade de expor a matéria de modo perfeito e seguro, depois de ter preparado a aula com aplicação quase angustiada, como quem duvida de si e por isso acha-se moralmente obrigado a fornecer o máximo. E de fato era o máximo que fornecia sempre – na aula, na palestra, no ensaio, no livro –, manifestando em cada uma dessas atividades a sua grande e sólida inteligência.” (Antonio Candido, “Um homem raro”.)
“[...] a vocação crítica de João Luiz Lafetá teve a particularidade de conter ao mesmo tempo a problematização da arte como forma, como representação da sociedade e como expressão da subjetividade, o que o fez perseguir de maneira clarificante os métodos de abordagem formais, sociológicos e psicanalíticos. Eu diria que, entre todas as pessoas que se formaram na Universidade nesse período, o João foi a vocação crítica mais completa, no sentido de abraçar as três dimensões da arte que remetem à criação, à política e à psique.” (José Miguel Wisnik, “A sala dos passos perdidos”.)
“Esse homem tão fino e discreto tinha a paixão das tensões dramáticas, dos grandes desgarramentos e dos conflitos interiores, mas em face deles se mantinha calmo e contido, ardente e frio, querendo entender. Não é à toa que sua visão crítica se fixou em imagens e momentos históricos de dilaceramento. Assim, nas tensões entre o projeto estético da vanguarda modernista e o projeto ideológico que as mudanças históricas trouxeram nos anos 30. Ou em Mário de Andrade, que, múltiplo e contraditório, encarnava tudo o que o desafiava: os homens partidos em tempos de vida partida; as imagens herméticas de uma alma escusa e a consciência aberta à expansão e à participação; irreconciliáveis inclinações entre a autonomia e a função social da arte. Por ver claro em meio ao turbilhão, Lafetá foi também um extraordinário orientador de seus alunos, harmonizando como poucos as tarefas do professor com as do crítico e do historiador da literatura.” (Davi Arrigucci Jr., “Da exatidão misteriosíssima do ser”.)